# Юлиана Елизабет фон Валдек
Вижте пояснителната страница за други личности с името Елизабет фон Валдек.
Юлиана Елизабет фон Валдек (на немски: Juliane Elisabeth von Waldeck) е графиня на Валдек-Вилдунген и чрез женитба графиня на Валдек-Айзенберг. Като вдовица тя е наричана също графиня „Куйленбург“, и помага на бедните и сираците.

## Биография
Родена е на 1 август 1637 година. Тя е дъщеря на граф Филип VII фон Валдек-Вилдунген (1613 – 1645) и съпругата му графиня Анна Катарина фон Сайн-Витгенщайн (1610 – 1690), дъщеря на граф Лудвиг II фон Сайн-Витгенщайн (1571 – 1634) и графиня Елизабет Юлиана фон Золмс-Браунфелс.
Юлиана Елизабет се омъжва на 27 януари 1660 г. в Аролзен за граф Хайнрих Волрад фон Валдек-Айзенберг (* 28 март 1642; † 15 юли 1664), син на граф Филип Дитрих фон Валдек-Айзенберг (1614 – 1645) и графиня Мария Магдалена фон Насау-Зиген (1622 – 1647), дъщеря на граф Вилхелм фон Насау-Хилхенбах. Бракът е бездетен. Те резидират в замък Айзенберг (днес в Корбах). Хайнрих Волрад умира на 22 години в Грац, по пътя когато иска да се включи в имперската войска във войната против османците 1663/1664 г. След смъртта на Хайнрих Волрад графството Валдек-Айзенберг получава чичо му Георг Фридрих (1620 – 1692).
Около 1675/1676 г. тя се мести във Вилдунген, градът-резиденция на нейния брат Кристиан Лудвиг фон Валдек-Вилдунген (1635 – 1706) и живее в построения от нея дворец Куйленбург. Тя създава дом за сираци.
Юлиана Елизабет фон Валдек умира бездетна на 20 март 1707 г. на 69 години в Рейнхардсхаузен.